# Агенты времени
«Агенты времени» (кит. 时光代理人, пиньинь. Shíguāng Dàilǐrén) — китайская дунхуа, снятая студией LAN в сотрудничестве с Haoliners Animation League. Впервые показывался на Bilibili c 30 апреля до 9 июля 2021 каждую пятницу в 11:00. В первом сезоне 12 эпизодов, один из них — специальный эпизод под названием 5.5. Премьера второго сезона состоялась 14 июля 2023 года на Bilibili. Премьера приквел-сезона под названием «Агент времени: Глава Инду» состоялась 27 декабря 2024 года на Bilibili. 

## Синопсис
Чэн Сяоши и Лу Гуан работают в фотоателье под названием «Время» и принимают запросы от клиентов, чтобы избавить их от сожалений. С помощью фотографии, предоставленной клиентом, Чэн Сяоши может перенестись назад во времени к моменту, когда она была сделана, и принять личность фотографа, при этом он впитывает воспоминания и эмоции фотографа в процессе. В то же время Лу Гуан обладает способностью отслеживать события во времени и помогает Чэн Сяоши заново пережить опыт фотографа. Эти двое работают в условиях, когда у них есть только 12 часов с одним шансом на фотографию чтобы найти то, что ищет их клиент, при этом необходимо оставить события прошлого неизменными.

## Персонажи

### Главные герои
Чэн Сяоши (程小时)
Актеры озвучки: Су Шанцин (Китайский), Владислав Токарев (Русский)
Сотрудник фотостудии «Время». Имеет способность проникать в фото и овладевать человеком сделавшим фото, а также может контролировать все слова и действия этого человека.
Лу Гуан (陆光)
Актеры озвучки: Ян Тяньсян (Китайский), Ислам Ганджаев (Русский)
Сотрудник фотостудии «Время». Имеет способность отслеживать все, что произошло в фото в течение 12 часов после того, как была сделана фотография; он также координирует действия Чэна Сяоши.

### Второстепенные герои
Цяо Лин (乔苓)
Актеры озвучки: Ли Шимэн (Китайский), Екатерина Попова (Русский)
Подруга детства и домовладелец Чэна Сяоши, а также посредник фотостудии «Время».
Эмма / Wú Lìhuá (吴丽华)
Актеры озвучки: Чжао Иньтон (赵熠彤) (Китайский)
Перегруженный работой секретарь финансового директора Quede Games (ранее) и клиент фотостудии «Время».
Юй Ся (予夏)
Актеры озвучки: Qián Chēn (钱琛) (Китайский)
Клиент фотостудии «Время», которая просит их найти секретный ингредиент для лапши ее подруги Линь Чжэнь после того, как она оставила ее, чтобы начать все сначала.
Лин Чжэнь (林贞)
Актеры озвучки: Niè Xīyìng (聂曦映) (Китайский)
Ближайшая подруга Юй Ся и шеф-повар их лапши. В конце концов она ушла от Юй Ся, смирившись с тем фактом, что ей больше не нравится готовить лапшу, которой когда-то наслаждалась Юй Ся.
Чэнь Сяо (陈肖 )
Актеры озвучки: Wāi Wāi (歪歪) (Китайский)
Клиент, который обращается в студию «Время», спрашивая, не могли бы они просто передать сообщение некоторым людям из его прошлого в день баскетбольного матча. Цяо Лин отмечает, что он выглядит невероятно усталым и несчастным.
Лю Лэй (刘磊)
Актеры озвучки: Gǔ Jiāngshān (谷江山) (Китайский)
Лу Хунбинь (陆鸿斌)
Актеры озвучки: Guān Shuài (关帅) (Китайский)
Дуду (豆豆)
Актеры озвучки: Zǐ Zǐ (仔仔) (Китайский)
Маленький мальчик, который был похищен. Фотостудия «Время» ищет улики, чтобы спасти мальчика.
Сяо Ли (肖力)
Актеры озвучки: Tútè Hāméng (图特哈蒙) (Китайский)
Начальник полиции, который обращается за помощью к фотостудии «Время».
Сюй Шаньшань (徐姗姗)
Актеры озвучки: Zhào Shuǎng (赵爽) (Китайский)
Школьная подруга Цяо Лин, Чэна Сяоши и Лу Гуана, которая приходит к ним за помощью, когда не может вспомнить, что сказал ей Дон И, когда она была пьяна.
Дон И (董易)
Актеры озвучки: Jīn Xián (金弦) (Китайский)
Друг Сюй Шаньшань, которому нравится проводить с ней время и который использует все возможные предлоги, чтобы остаться рядом с ней.
Лю Минь (刘旻)
Актеры озвучки: Sūn Lùlù (孙路路) (Китайский)
Таинственный человек, который, похоже, связан с чередой убийств, происходящих в этой истории. Сын генерального директора Quede Games.

## Музыка
| Сезон | Опенинг                         | Эндинг                                 |
| ----- | ------------------------------- | -------------------------------------- |
| 1     | «Dive Back in Time» от 白鲨JAWS | «Overthink» от 饭卡(Fan Ka)            |
| 2     | «Vortex» от 白鲨JAWS            | «The Tides» от 白鲨JAWS & 饭卡(Fan Ka) |